# Von Eden
Von Eden ist eine deutschsprachige Berliner Indiepop-Band mit Folk-Elementen, die sich im Sommer 2013 während der Dreharbeiten zu dem Film „Feuchtgebiete“ aus den befreundeten Musikern Christoph Letkowski, Ilker Aydın, Matthias Preisinger, Nicolai Ziel und Philipp Rohmer gegründet hat.

## Geschichte
Der aus Charlotte Roches Romanverfilmung bekannte Song Land in Sicht, das Teil des Soundtracks war, machte Von Eden sehr schnell bekannt. Seit dem Ausstieg Aydıns arbeitet die Band zu viert. Zwischen August 2015 und Anfang 2017 erschienen die Singles Sommer ist, Gezeiten, Die Reste meines Lebens, Mindestens für immer, Goldene Zeiten und Mein Ende, welche auf dem am 11. August 2017 bei Motor Music erschienenen Debütalbum Wir sind hier enthalten sind. Ihr zu dem Song Gezeiten entstandenes Musikvideo wurde im Wattenmeer und auf Föhr gedreht.
In den Musikvideos der Band Von Eden, die stets eine filmische Erzählhandlung beinhalteten, wirkten bekannte Schauspieler als Darsteller mit, u. a. Jürgen Vogel, Peri Baumeister, Kida Khodr Ramadan, Alice Dwyer, Sabin Tambrea, Tom Wlaschiha und Matthias Weidenhöfer.
Das Debüt-Album Wir sind hier ist das Ergebnis einer Crowdfunding-Kampagne, mit der die Band auf die Unterstützung ihrer Fans bauen und die Produktion finanzieren konnte. Das Album war im August 2017 „Album der Woche“ im Radioprogramm Bremen Eins und wurde als „CD-Tipp der Woche“ auf SR 3 Saarlandwelle vorgestellt. Ende August 2017 wurde das Debütalbum Wir sind hier auf WDR 4 präsentiert und als „überaus hörenswertes“ Debüt mit „handgemachter Musik in bester Singer-Songwriter-Tradition“ eingeordnet.
Im September/Oktober 2017 ging Von Eden mit dem Album auch auf Deutschlandtournee und trat in Hannover, Leipzig, München, Saarbrücken, Berlin, Köln und Hamburg auf.

## Diskografie
- 2017: Wir sind hier (Album, Motor Music[13]/Edel)